# Mimosa trianae
Mimosa trianae är en ärtväxtart som beskrevs av George Bentham. Mimosa trianae ingår i släktet mimosor, och familjen ärtväxter. Inga underarter finns listade i Catalogue of Life.